# Ottonario
Nella metrica italiana, l'ottonario è un verso nel quale l'accento principale si trova sulla settima sillaba metrica: quindi, se l'ultima parola è piana comprende otto sillabe, mentre se è tronca o sdrucciola ne ha rispettivamente sette oppure nove.
Gli accenti metrici si collocano normalmente sulla terza e settima sillaba: tra gli esempi, la celeberrima Canzona di Bacco esempio di Lorenzo il Magnifico – «Quant'è bella giovinezza / che si fugge tuttavia» – e, tra le Rime nuove di Giosuè Carducci, La leggenda di Teodorico e La faida di Comune. Questi esempi dimostrano come il ritmo dell'ottonario sia consono alle ballate; nel XX secolo sono anche stati usati ottonari con accento sulla quarta (a volte seconda) e settima sillaba
L'ottonario è stato definito "il verso più appiccicoso della lingua italiana", perché la sua accentazione rimane molto impressa e risulta sempre cantilenante. Infatti è molto usato nelle filastrocche: un esempio famoso è Il Signor Bonaventura di Sergio Tofano:
ma in generale tutti i distici del Corriere dei Piccoli erano di questo tipo.
È largamente utilizzato anche nei libretti d'opera, soprattutto ma non solo per i momenti cantabili del melodramma dell'Ottocento (ad esempio «Casta Diva, che inargenti» della Norma o «Il balen del suo sorriso» del Trovatore).
Attualmente l'ottonario viene utilizzato anche nei testi di alcuni cantanti rap, come ad esempio Fedez in Cigno nero, che ne sfruttano la capacità di semplice memorizzazione.

## Nella metrica portoghese
L'ottonario è usato dal maggior poeta portoghese del XX secolo, Fernando Pessoa, che lo trasforma in una sorta di metro "drammatico", certo meno "cantabile" rispetto agli esempi italiani.